# 圣戈比日-圣科隆布
圣戈比日-圣科隆布（法語：Sainte-Gauburge-Sainte-Colombe，法語發音：[sɛ̃t ɡobyʁʒ sɛ̃t kɔlɔ̃b] ⓘ），法国西北部市镇，位于诺曼底大区奥恩省，隶属于莫尔塔涅欧佩什区，其市镇面积为21.17平方公里，2022年1月1日时人口数量为1,013人，在法国城市中排名第9,835位。
圣戈比日-圣科隆布位于奥恩省东部，里勒河畔，是一个区域性的中心城市，圣西尔—叙尔东铁路和多条公路在此交汇。

## 地名来源
圣戈比日-圣科隆布于1864年由原市镇圣戈比日（Sainte-Gaburge）和圣科隆布（Sainte-Colombe）合并而成，这两个名称的来源均尚有待考证。法国大革命期间，两地分别被更名为“Gauburge”和“Collombe”。

## 历史
圣戈比日和圣科隆布的早期历史均尚不清楚，法国大革命后，圣戈比日和圣科隆布成为奥恩省的两个市镇。工业革命期间，途径圣戈比日的圣西尔—叙尔东铁路建成通车。1864年，圣科隆布整体并入圣戈比日。第二次世界大战期间，圣戈比日-圣科隆布曾被纳粹德军控制，此后当地民间曾建立抵抗运动组织，该地最终于1944年8月21日获得解放。1996至2012年间，圣戈比日-圣科隆布曾为里勒河谷市镇公共社区的办公驻地。2017年，圣戈比日-圣科隆布由阿让唐区划入莫尔塔涅欧佩什区。

## 地理

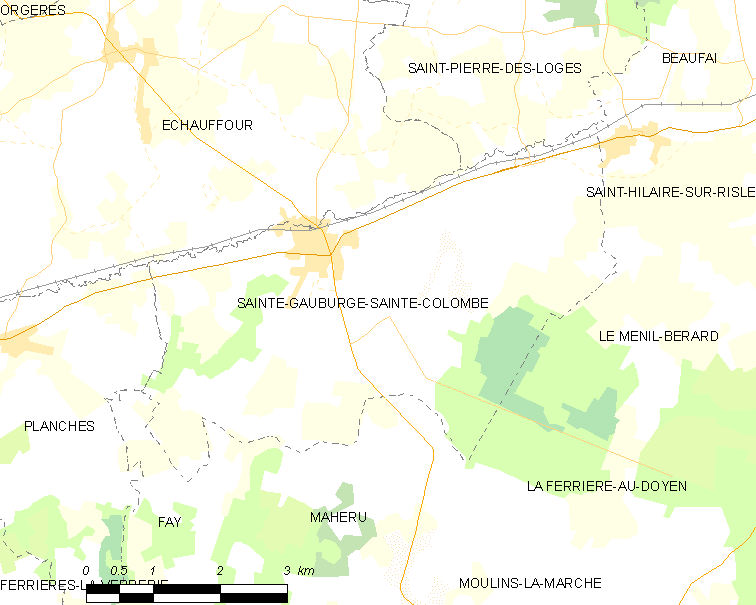
圣戈比日-圣科隆布市镇范围地图

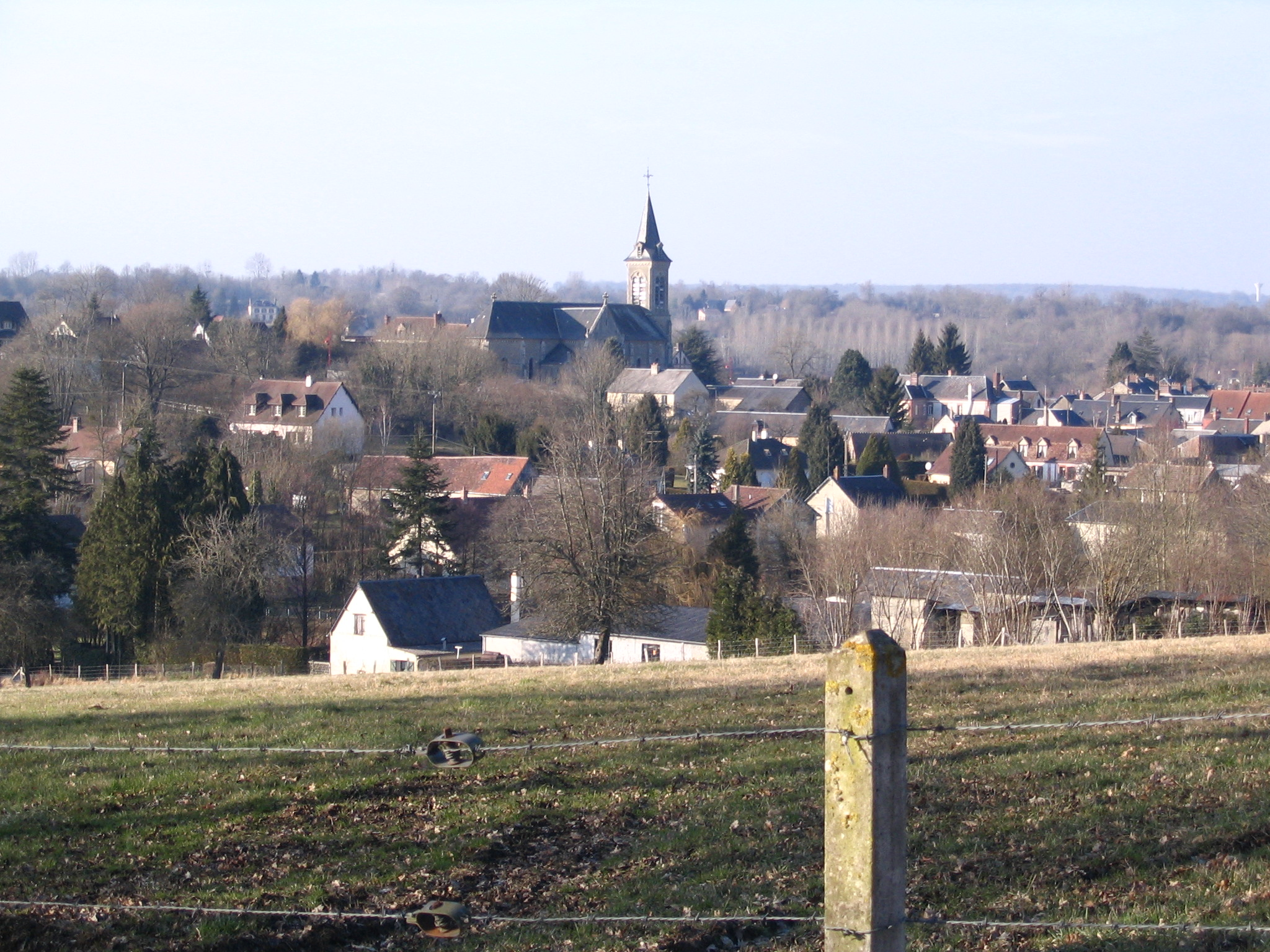
远眺圣戈比日-圣科隆布镇中心

圣戈比日-圣科隆布位于法国西北部，诺曼底大区南部和奥恩省中东部，距离省会阿朗松大约44公里。与圣戈比日-圣科隆布接壤的市镇包括：埃绍富尔、费镇、勒梅尼勒贝拉尔、拉费里耶尔欧杜瓦延、马埃吕、普朗什、圣皮埃尔代洛日和里勒河畔圣伊莱尔。

### 地形
圣戈比日-圣科隆布位于诺曼底丘陵腹地，境内以浅丘为主，市镇中心位于一处河谷地带，地势自河流向外侧逐渐抬升，全境海拔在223到314米之间。

### 水文
圣戈比日-圣科隆布位于塞纳河流域范围内，里勒河自西向东流经镇中心，其右岸支流沃费尔芒溪（ruisseau du Vauferment）自南向北在镇中心与其交汇。

### 植被
圣戈比日-圣科隆布属于温带阔叶混交林区，林地散落分布于市镇范围内的多个区域，当地多博卡日景观。
在鲜花城市的评比中，圣戈比日-圣科隆布暂未被评级。

### 气候
圣戈比日-圣科隆布在柯本气候分类法中属于温带海洋性气候（Cfb）。

## 行政区划
圣戈比日-圣科隆布的市镇编号为61389，邮政编号为61370。
在行政管理方面，圣戈比日-圣科隆布隶属于法国诺曼底大区奥恩省莫尔塔涅欧佩什区；在地方选举方面，圣戈比日-圣科隆布隶属于赖镇县，其市镇范围全境被划入奥恩省第二选区；在社会管理方面，圣戈比日-圣科隆布是欧日-勒梅勒罗谷市镇公共社区的组成部分。
截至2024年6月，圣戈比日-圣科隆布市镇范围内暂无任何城市敏感街区及城市政策优先街区。
法国国家统计与经济研究所（简称）在进行数据统计时，未将圣戈比日-圣科隆布划入任何城市核心区（Unité urbaine）、城市区（Aire urbaine）及城市辐射区（Aire d'attraction）。此外，还将圣戈比日-圣科隆布市镇整体看作一个“块区”（IRIS），以便于统计人口分布情况。

## 交通

### 公路
奥恩省省道D31线、D674线、D675线、D926线和D932线在圣戈比日-圣科隆布境内交汇。诺曼底大区下属的奥恩省城际客运412线经过圣戈比日-圣科隆布，可前往加塞及莱格勒等地。
2020年，61.8%的圣戈比日-圣科隆布家庭拥有至少一辆私人汽车。2021年，圣戈比日-圣科隆布境内共发生各类交通事故1起，造成1人受伤。
| 16 | 12 |

| 阿朗松 | 45 |

| 莱格勒 | 18 |

| 加塞 | 15 |

### 铁路

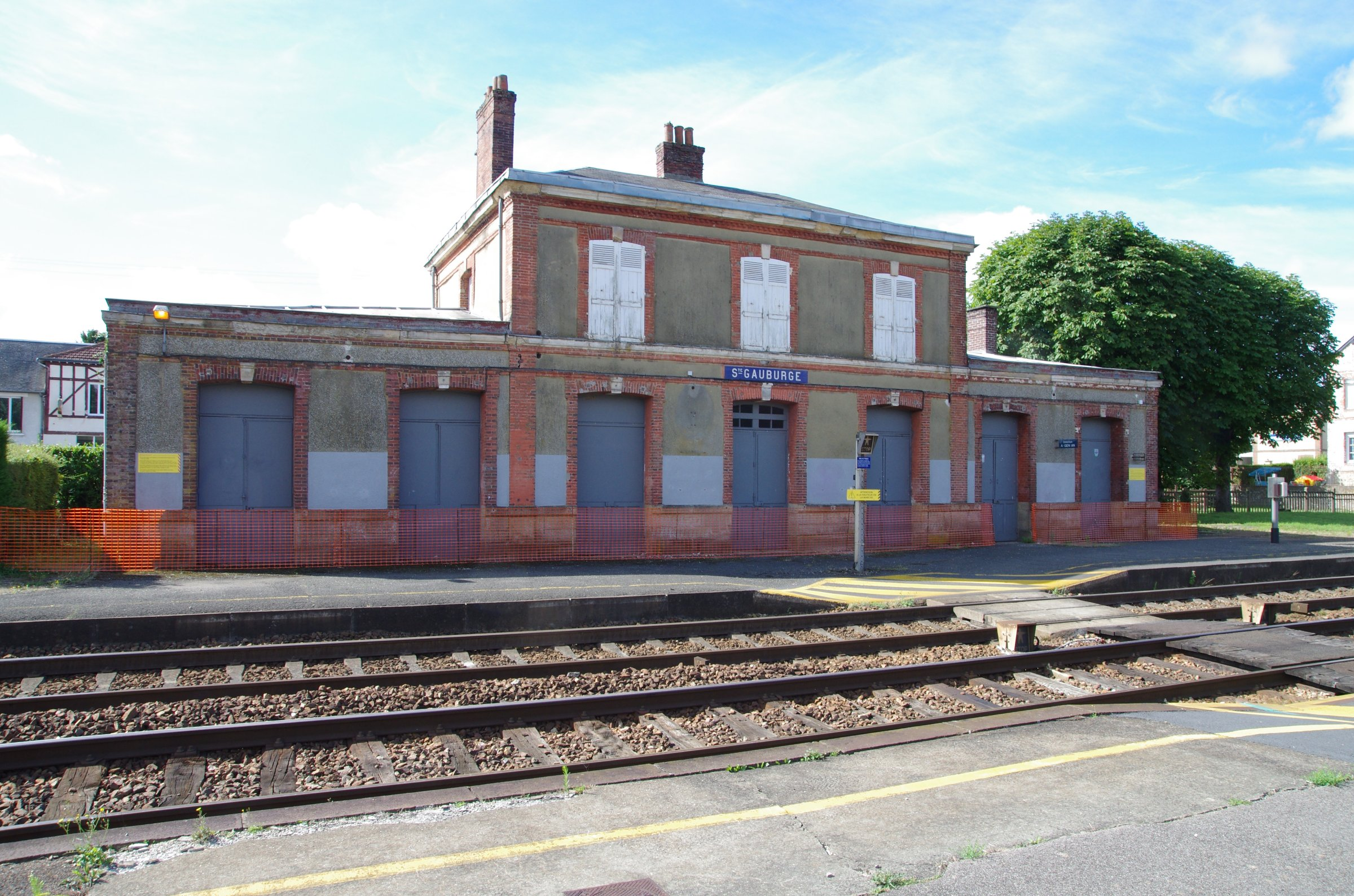
圣戈比日火车站内的股道

圣戈比日-圣科隆布位于圣西尔—叙尔东铁路铁路上。圣戈比日站位于圣戈比日-圣科隆布市区北部，该站停靠往返于巴黎和阿让唐一线的区域列车，部分班次直通格朗维尔。

### 航空
圣戈比日-圣科隆布距离巴黎-奥利机场的公路里程大约155公里。

### 城市公共交通
截至2024年6月，圣戈比日-圣科隆布暂无城市公共交通系统。

## 政治

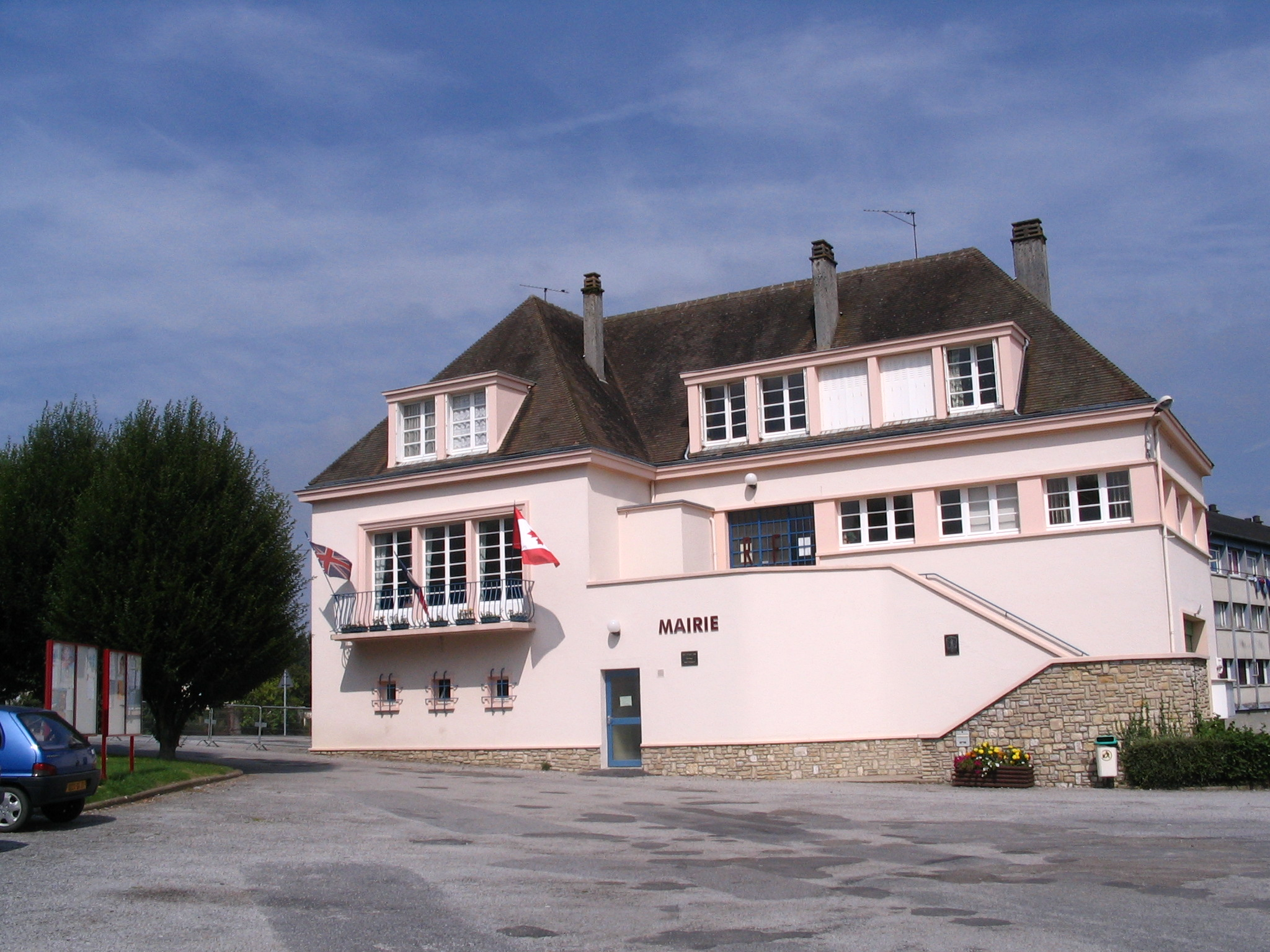
圣戈比日-圣科隆布市政厅

圣戈比日-圣科隆布的现任市长为菲利普·比戈先生（Philippe BIGOT），他是一名无党派人士，在2020年的市政选举中获得了100.00%的支持率（无其他候选人）。
在2022年的法国总统大选的第二轮选举中，法国极右翼政党国民阵线主席玛丽娜·勒庞在圣戈比日-圣科隆布获得了52.58%的支持率。

## 人口
2021年，圣戈比日-圣科隆布市镇人口数量为1,017，在法国排名第9,835位。其中男性487人，女性535人，75岁及以上人口占14.6%，外籍人口数量为16人，人口密度为48人/平方公里，当地居民被称为（男性）或（女性）。2022年，圣戈比日-圣科隆布境内出生9人，死亡人口11人。
| 圣戈比日-圣科隆布1901年－2021年人口变化情况 |
|                                             |
| 数据来源：Cassini、INSEE                    |

## 经济

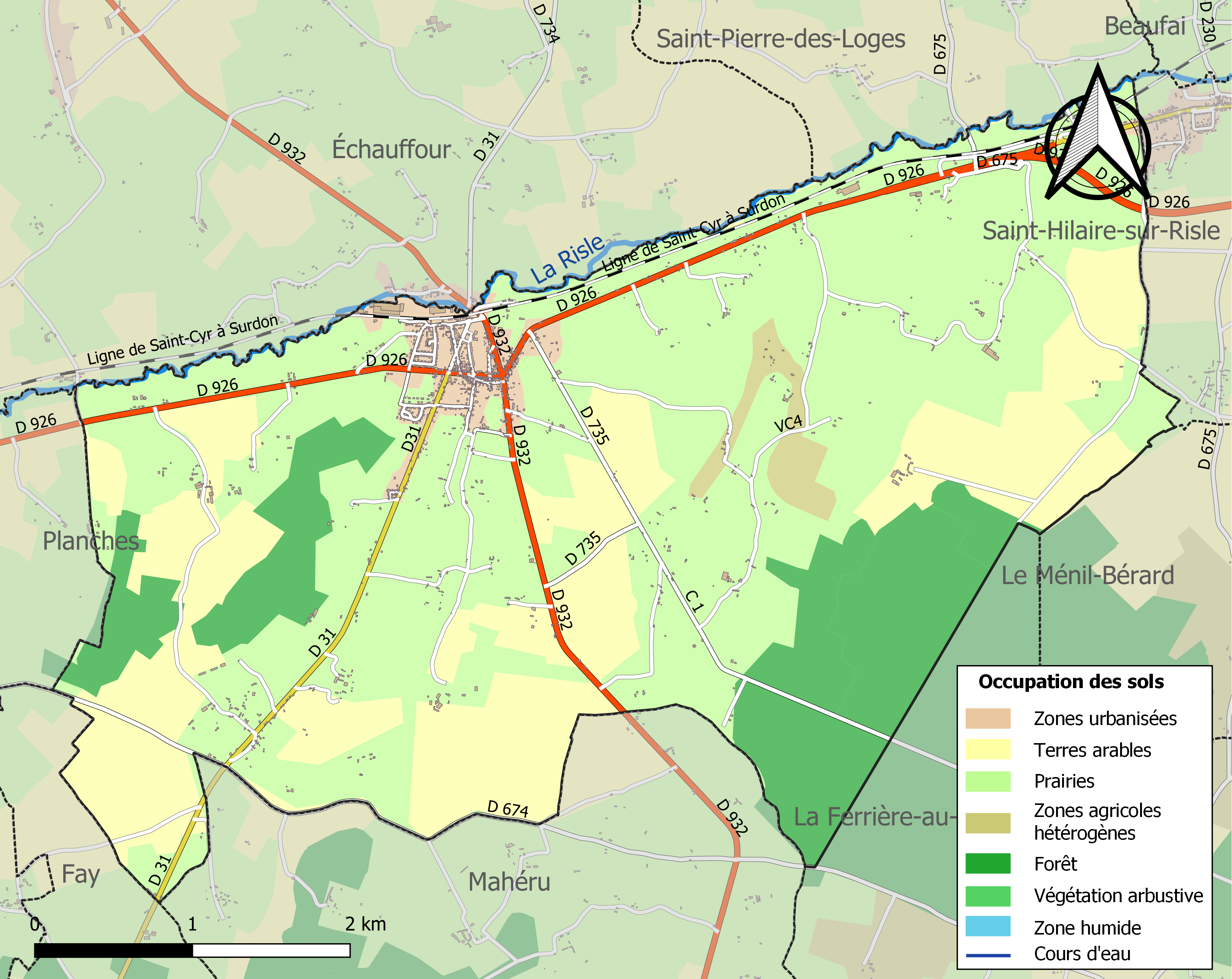
圣戈比日-圣科隆布土地利用情况地图

截至2024年6月，圣戈比日-圣科隆布市镇范围内共有各类用人单位（包含自雇）183家，平均历史为21年，其中98.61%为中小型企业（PME），2024年4月至6月间，当地的经济活力指数为0。（电力）和（工程技术）是当地2022年营业额最高的两家企业，分别为97,797欧元和68,770欧元。

## 财政与居民收入
2022年，圣戈比日-圣科隆布的财政收入总额为493,170欧元，财政支出总额为310,380欧元，当年的债务总额为358,280欧元。2022年，圣戈比日-圣科隆布市镇通过增值税获得13,100欧元的收入，此外当地还共获得了14,640欧元的国家直接财政补助。
| 圣戈比日-圣科隆布居民收入情况                    | 圣戈比日-圣科隆布居民收入情况 | 圣戈比日-圣科隆布居民收入情况 | 圣戈比日-圣科隆布居民收入情况 |
| 内容                                             | 圣戈比日-圣科隆布             | 法国                          | 统计年份                      |
| ------------------------------------------------ | ----------------------------- | ----------------------------- | ----------------------------- |
| 征税家庭总数                                     | 525                           | 1,081（法国市镇平均）         | 2022年                        |
| 居民平均月收入                                   | 1,636欧元                     | 2,435欧元                     | 2022年                        |
| 高级职员人均月收入                               | 不详                          | 4,331欧元                     | 2021年                        |
| 中级职员人均月收入                               | 不详                          | 2,470欧元                     | 2021年                        |
| 普通职员人均月收入                               | 不详                          | 1,801欧元                     | 2021年                        |
| 贫困率                                           | 不详                          | 14.5%                         | 2020年                        |
| 青壮年（15至64岁）失业率                         | 17.0%                         | 7.4%                          | 2020年                        |
| 征税家庭数量占比                                 | 35.0%                         | 45.5%                         | 2020年                        |
| 家庭年均纳税                                     | 1,417欧元                     | 4,393欧元                     | 2022年                        |
| 资料来源：INSEE、L'Internaute、Le Journal du Net |                               |                               |                               |

## 社会事务

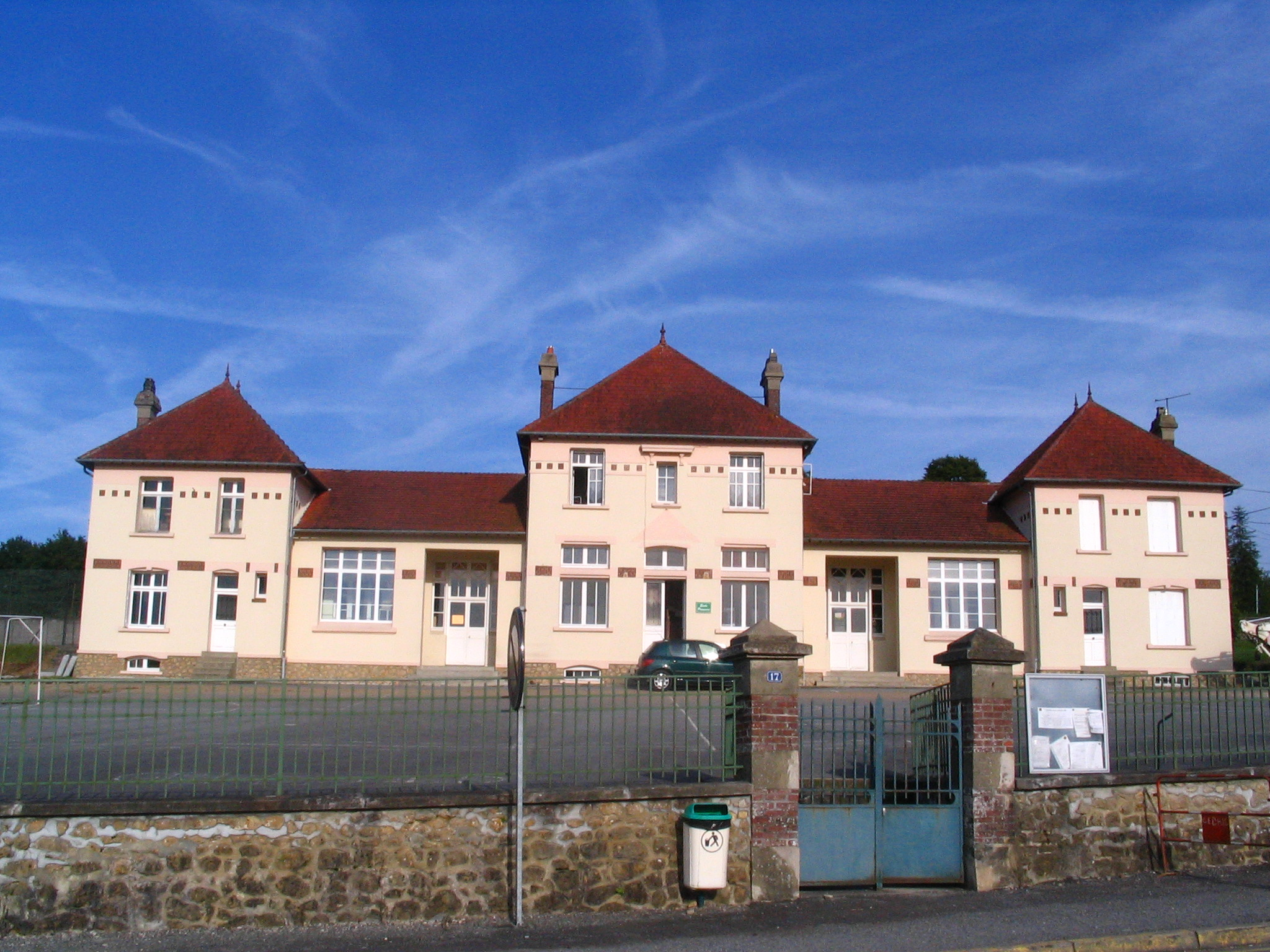
圣戈比日-圣科隆布的一所学校

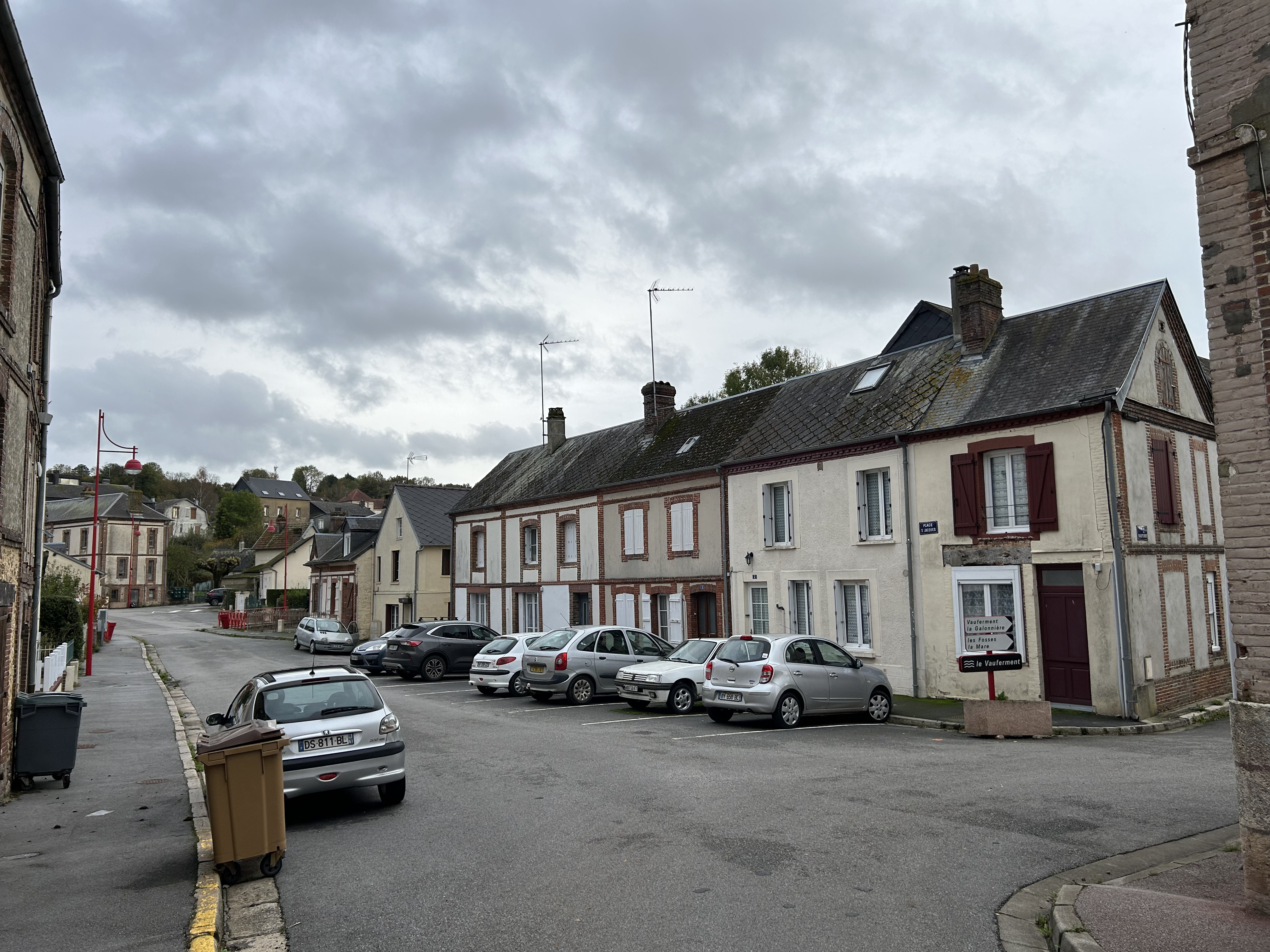
圣雅克广场附近的居民区

### 教育
圣戈比日-圣科隆布属于诺曼底学区。截至2021年1月1日，圣戈比日-圣科隆布境内共有1所小学。

### 医疗
截至2021年1月1日，圣戈比日-圣科隆布境内共有全科医生2名、牙医1名和护士2名。境内共有药房1家。
距离圣戈比日-圣科隆布最近的区域性医疗机构为莱格勒中心医院（Centre Hospitalier de L'Aigle），其主病区医院位于莱格勒市区西部，距离圣戈比日-圣科隆布市区的正常车程大约17分钟，该院设有床位316个，是当地规模最大的公立综合性医院。

### 住房
2020年，圣戈比日-圣科隆布境内共有各类住房730套，其中85.9%为独立式住宅，13.6%为集中式住宅。常住房屋占圣戈比日-圣科隆布市镇范围内居民建筑总量的73.3%。
在住房保障政策方面，2022年，圣戈比日-圣科隆布境内共有79户家庭获得了住房经济补助，受益人数占总人口数量的7.8%，其中79份为房租补助。

### 商业
2021年，圣戈比日-圣科隆布境内共有各类实体商铺20家，其中餐厅3家、面包房2家、美容美发店2家、汽车维修店3家。圣戈比日-圣科隆布镇中心建有一家家乐福便民超市。

### 体育
2021年，圣戈比日-圣科隆布境内共有1处马术场、1处足球或橄榄球场以及1处篮球或排球场。
截至2024年6月，圣戈比日-圣科隆布体育联盟（AS Valburgeoise，编号501762）是圣戈比日-圣科隆布境内唯一的一家注册足球俱乐部，该足球队成立于1945年，其主队2024至2025赛季参加奥恩省足球联赛丙组（法国第十一级别），其主场为市政球场（Stade Municipal）。

### 环境
圣戈比日-圣科隆布的环境事务由其所属的欧日-勒梅勒罗谷市镇公共社区联合各级政府协调负责。2021年，圣戈比日-圣科隆布境内共有1家污染企业。

### 治安
圣戈比日-圣科隆布及其附近的共185个市镇是阿朗松-阿让唐国家宪兵队（zone gendarmerie de Alençon-Argentan）的管辖范围。2020年，该宪兵队累计记录各类案件2,218起，其中盗窃类案件980起，经济类案件344起，毒品交易类案件62起。

## 文化

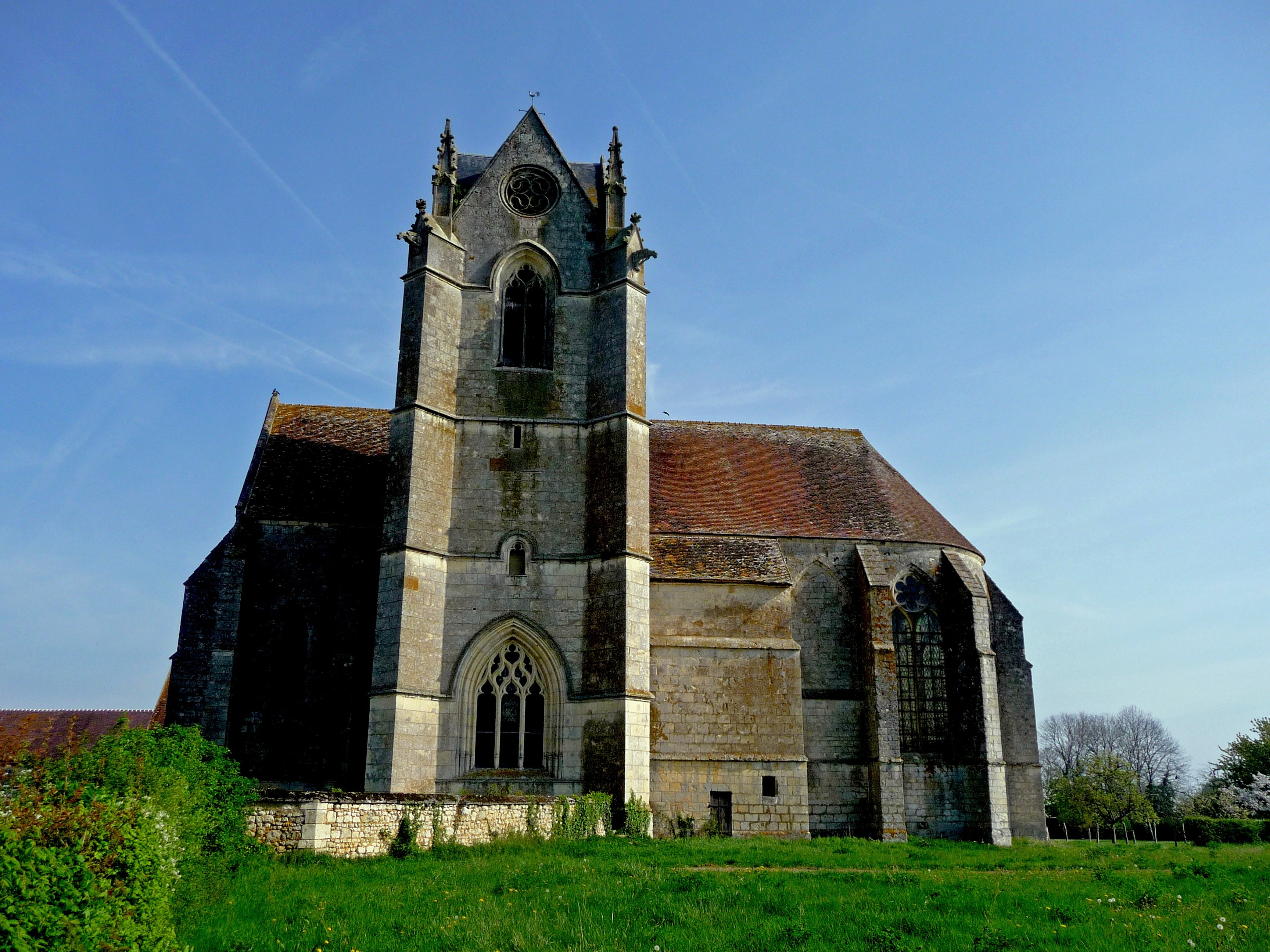
圣戈比日教堂

2021年，圣戈比日-圣科隆布境内暂无任何文化设施。圣戈比日-圣科隆布境内建有当地民间自发建立的多媒体中心（Médiathèque）。

### 建筑
圣戈比日-圣科隆布境内有多处历史建筑，其中镇中心的圣戈比日教堂（Église Sainte-Gauburge de Sainte-Gauburge-Sainte-Colombe）是当地的地标性建筑物。

### 旅游
圣戈比日-圣科隆布的旅游事务由其所属的欧日-勒梅勒罗谷市镇公共社区联合各级政府协调负责。2023年，圣戈比日-圣科隆布境内共有2家酒店共计12间房间。

### 媒体
法国主要的媒体均可在圣戈比日-圣科隆布接收，法国电视三台下属的诺曼底大区频道在部分时段播出圣戈比日-圣科隆布所在奥恩省的地方新闻。《法国西部报》、《奥恩省战斗报》、蓝色法兰西下诺曼底广播等是当地主要的地方性媒体。

## 友好城市
截至2024年6月，圣戈比日-圣科隆布共与一座城市建立了友好城市关系：
- 德国 施米滕